# Mark Stewart (Musiker)
Mark Stewart (* 10. August 1960 in Bristol; † 21. April 2023) war ein britischer Musiker. Er war Frontmann und Sänger der Band Mark Stewart & The Maffia sowie Gründungsmitglied der Band The Pop Group. Mit beiden Bands prägte er den sogenannten Bristol Sound und progressivere Varianten des Post-Punk.

## Leben und Werk
Aufgewachsen in Bristol, besuchte er im selben Jahrgang wie der spätere The-Clash-Musiker Nick Sheppard eine Privatschule. 1978 gründete er die Band The Pop Group, die für ihr politisches Engagement bekannt wurde. So sind auch Songtitel und Texte der Band ausgesprochen politisch und dem sozialistischen Lager zuzuordnen („Capitalism is the most barbaric of all religions“). 
"It was not punk. Punk had already happened. We were a year or two younger than the punk bands. And I'd always loved black music. I'd always gone to funk clubs so I wanted to play funk. We really thought we were funky, but we couldn't play very well and we played out of time, so people thought we were avant-garde. All these old journalists would come up to you and start talking about Captain Beefheart. I couldn't stand Captain Beefheart. We thought we were like Bootsy Collins or something" (Mark Stewart).
1981 trennte sich die Band und Mark Stewart zog nach London, wo er bei On-U Sound Records, dem soeben neugegründeten Label Adrian Sherwoods, veröffentlichen konnte und unter anderem neben Ari Up (The Slits) bei den New Age Steppers sang. Weitere Bandmitglieder waren Neneh Cherry (Rip, Rig + Panic), Bim Sherman, Steve Beresford und Bruce Smith. Seine stark vom Industrial beeinflussten Soloalben wurden unter Beteiligung von Mitgliedern der Backing Bands von Sugarhill Gang und Grandmaster Flash, Doug Wimbish, Skip McDonald sowie dem Drummer Keith LeBlanc eingespielt. Die gleiche Besetzung spielte als Tackhead auch ohne Mark Stewart Tonträger ein.
"... on our front I had Mark Stewart, who was very politicised, and he had made The Pop Group albums, saying we tolerate mass murder, we're all prostitutes etc. By the time I was working with him and we were doing all his records which were all coming through On-U, and Tackhead after that... all that stuff was like news on the beat, as we called it. We were cutting up information, and Mark was our Gysin or Burroughs or something" (Adrian Sherwood).
Kooperationen gab es mit Trent Reznor von den Nine Inch Nails, Tricky, Massive Attack, den Chicks on Speed, Adult und Primal Scream. Unter dem Titel Kiss the Future erschien 2005 eine Zusammenstellung als Best-of-Kompilation auf Soul Jazz Records. Das Album Learning to Cope with Cowardice findet sich in der Aufstellung von Alben aus den musikalischen Subkulturen The Wire’s „100 Records That Set the World on Fire (While No One Was Listening)“.
Nach einer Reunion 2010 erschien im Februar 2015 das Album Citizen Zombie mit komplett neuem Studiomaterial nach 35 Jahren.
Mark Stewart starb am 21. April 2023 im Alter von 62 Jahren.

## Diskografie
Mit The Pop Group
LP / CD
- Y (April 1979, Radar Records; wiederveröffentlicht auf CD / Radar, 1996 und Rhino Records, 2007)
- For How Much Longer Do We Tolerate Mass Murder? (März 1980, Rough Trade Records)
- We Are Time (Dezember 1980, Rough Trade Halb-Bootleg Zusammenstellung von Livetracks, Demos und Studio-Auskopplungen)
- We Are All Prostitutes (Retrospektive, 1998, Radar Records)
- Idealists In Distress from Bristol (Offizielles Bootleg, Sampler, 2007, Vinyl Japan, Doppel-CD, nur in Japan erschienen)

Singles
- She Is Beyond Good and Evil / 3.38 (März 1979, Radar Records)
- We Are All Prostitutes / Amnesty International Report (Oktober 1979, Rough Trade Records)
- Where There’s A Will There’s A Way (März 1980, Rough Trade; Splitsingle mit The Slits: In the Beginning There Was Rhythm)

Mit den New Age Steppers
LP / CD
- New Age Steppers (1980) On-U

Als Mark Stewart & The Maffia
LP / CD / DVD
- Learning to Cope With Cowardice (1983) On-U
- As the Veneer of Democracy Starts to Fade (1985) On-U
- Mark Stewart (1987) Mute
- Metatron (1990) Mute
- Control Data (1996) Mute
- Kiss The Future (2005) Soul Jazz Records
- Edit (2008) Crippled Dick Hot Wax
- Mark Stewart – On/Off (2011): Pop Group to Maffia (Töni Schifer)[6]
- The Politics of Envy (2012) Future Noise Music

Singles
- Who’s Hot (1982) Y
- Jerusalem EP (1982) On-U
- Hypnotised (1985) Mute (#9 UK Indie Charts)
- Tackhead (1986) Mute (#31)
- This Is Stranger Than Love (1987) Mute (#7)
- Hysteria (1990) Mute
- Dream Kitchen (1996) Mute
- Consumed – The Remix Wars (1998) Mute